# Apotomus rufus
Apotomus rufus es una especie de escarabajo de la familia Carabidae.

## Distribución geográfica
Se distribuye por el Paleártico: el sur de Europa y el norte de África.